# Le Conte du régisseur
Le Conte du régisseur ou Conte de l'intendant (The Reves Tale en moyen anglais) est le troisième des Contes de Canterbury de Geoffrey Chaucer. Il figure dans le fragment I (A), après Le Conte du meunier et avant Le Conte du cuisinier.

## Résumé
Tous les pèlerins rient de bon cœur au conte du Meunier, à l'exception d'Oswald le régisseur : charpentier de profession, il n'apprécie guère la façon dont le Meunier a ridiculisé son corps de métier. Il se lance donc dans un conte à sa façon, où c'est un meunier qui est le dindon de la farce.
Le conte prend place à Trumpington, non loin de Cambridge, et s'intéresse au meunier Simon, qui vit avec sa femme, la fille du curé local, et leurs deux enfants : une fille de vingt ans, Margot, et un bébé d'un an à peine. Simon est un individu sinistre, fier et querelleur, qui n'hésite pas à voler ses clients ; sa femme est orgueilleuse et vaine.
Jean et Alain, deux étudiants de Soler Hall, un college de l'université de Cambridge, sont chargés d'aller apporter du grain à moudre chez le meunier et de s'assurer qu'il n'en volera pas une miette. Le meunier décide de leur jouer un tour : alors qu'ils sont occupés à regarder tourner le moulin, il libère leur cheval, qui va se perdre dans un marais voisin. Lorsqu'ils s'en rendent compte, Jean et Alain se lancent à sa poursuite, et le meunier profite de leur absence pour subtiliser leur farine, qu'il remet à sa femme pour qu'elle en fasse un gâteau.
Les deux étudiants retournent chez le meunier à la nuit tombée, trempés et sans chevaux, et le prient de leur accorder l'hospitalité contre monnaie sonnante et trébuchante. Après un bon repas bien arrosé, tous vont se coucher dans la même chambre : le meunier avec sa femme, les deux étudiants dans un deuxième lit, la fille dans un troisième, et le bébé dans un berceau au pied du lit de ses parents. Cependant, Jean et Alain ne parviennent pas à s'endormir et cherchent un moyen de se venger du meunier.
Alain profite de ce que tous dorment à poings fermés pour se glisser dans le lit de Margot et coucher avec elle. De son côté, Jean attend que la femme du meunier se lève pour uriner, puis déplace le berceau au pied de son propre lit. Ainsi, lorsqu'elle retourne se coucher, c'est dans son lit à lui qu'elle entre, et Jean couche avec elle. Au petit jour, Alain prend congé de Margot, qui lui apprend l'existence du gâteau fait avec la farine de l'université, et retourne discrètement dans ce qu'il croit être son lit. En réalité, c'est auprès du meunier qu'il se couche, et croyant avoir affaire à Jean, il lui apprend ce qu'il a fait avec sa fille.
Furieux, le meunier lui donne un grand coup de poing sur le nez. Sa femme se réveille en sursaut et donne un grand coup de bâton sur la tête de son mari en essayant d'assommer Alain. Les deux étudiants s'enfuient de la maison en emportant le gâteau et leur cheval retrouvé, sans avoir payé pour le festin de la veille, ce qui n'est que justice, de l'avis du Régisseur.

## Sources et rédaction
Le lien étroit qui unit Le Conte du Régisseur au Conte du Meunier donne à penser qu'ils ont dû être rédigés l'un à la suite de l'autre par Chaucer. Les deux jeunes gens qui abusent de l'hospitalité de leur hôte en couchant avec sa femme et sa fille et l'astuce du berceau déplacé possèdent de nombreux analogues dans toute l'Europe médiévale, en français, en flamand, en italien et en allemand. Parmi ceux qui ont pu inspirer Chaucer, le conte français Le Meunier et les II clers et le sixième conte de la neuvième nuit du Décaméron de Boccace sont les sources les plus plausibles.

## Analyse
Tout comme Le Conte du meunier, Le Conte du régisseur est un fabliau, mais d'une forme moins élaborée, plus vulgaire : il est nettement plus court, avec un vocabulaire très simple. La thématique principale n'est plus l'amour, comme dans les deux contes précédents, mais le désir de vengeance des deux étudiants, reflet du désir du Régisseur de « payer de retour » le Meunier pour son conte.